# Décès en 937
Décès
- 933
- 934
- 935
- 936
- 937
- 938
- 939
- 940
- 941

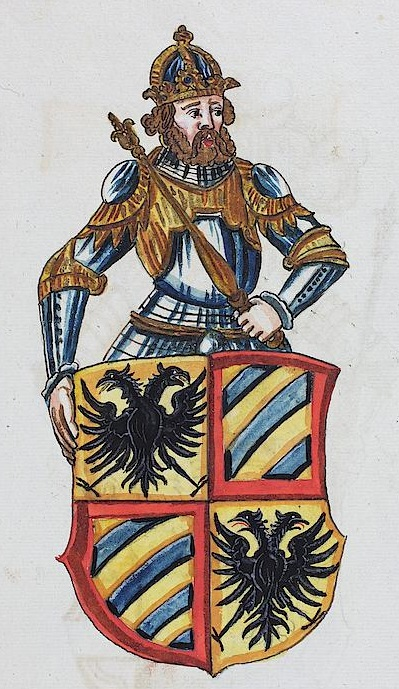
Rodolphe II de Bourgogne, mort en 937.

Cette page dresse une liste de personnalités mortes au cours de l'année 937 :
- 12 ou 13 juillet[1] : Rodolphe II de Bourgogne, roi de Haute-Bourgogne, Basse-Bourgogne (Provence)  et d'Italie.
- 14 juillet : Arnulf Ier de Bavière, dit le Mauvais, duc de Bavière et margrave de Nordgau.
- 3 décembre : Siegfried, comte et margrave de Mersebourg[2].

- David II, roi des Kartvels de la dynastie des Bagrations.
- Dương Đình Nghệ, gouverneur d'Annam (nord de l'actuel Viêt Nam, à l'époque province à l’extrême sud de la Chine).
- Eadhild, princesse anglo-saxonne, seconde épouse du duc des Francs Hugues le Grand.
- Ermengaud de Rouergue, comte de Rouergue, comte de Quercy, marquis de Gothie.
- Gebeachan, roi des Îles.
- Hildebert de Mayence, abbé de Fulde et archevêque de Mayence.
- Owen Ier de Strathclyde, roi de Strathclyde.

date incertaine  (vers 937)
- David ibn Merwan al-Mukkamas, savant juif, philosophe et controversialiste, auteur du premier ouvrage connu de philosophie juive.

## Crédit d'auteurs
- Cet article est partiellement ou en totalité issu de l'article intitulé « 937 » (voir la liste des auteurs).